# Шнейдер Борис Іванович
Борис Іванович Шнейдер (рос. Борис Иванович Шнейдер; 6 березня 1908, Тифліс — 8 лютого 1945) — грузинський радянський військовик, генерал-майор танкових військ (1943).
Командувач бронетанкових і механізованих військ 7-ї гвардійської армії (1944), з 1945 року після сформування 9-ї гвардійської армії — командувач бронетанкових і механізованих військ у ній.
Нагороджений трьома орденами Червоного Прапора, іншими орденами та медалями.

## Життєпис
Народився в сім'ї службовця, працював службовцем.
Закінчив неповну середню школу та Тифліський технікум (три курси 1926). Закінчив об'єднану Ташкентську військову школу, Військову академію Генштабу (1940).
У Червоній Армії з 15 жовтня 1930 року. 1931 року в Середній Азії брав участь у боротьбі радянської влади проти басмачів, якими керував Ібрагім-бек (1931), 1938 року брав участь у боях на озері Хасан на Далекому Сході.
Із жовтня 1930 — курсант однорічних курсів 10 гірськострілецького полку. У червні 1933 року пройшов окружні збори снайперських команд і удостоєний звання снайпера. З 1935 до 1939 року — в штабі 79-го кавалерійського полку 6-ї гірсько-кавалерійської дивізії (в. о. начальника полкової школи; в. о. начальника штабу; помічник начальника штабу).
З 1939 року помічник начальника штабу (ПНШ-1) 75-го кавалерійського полку 31-ї кавалерійської дивізії.
З 5 квітня 1941 року начальник штабу 84-го танкового полку 42-ї танкової дивізії. З 7 березня 1941 року начальник штабу 92-го танкового полку 46-ї танкової дивізії.
Начальник оперативного відділу 46-ї танкової дивізії (1941), потім після переформування дивізії в 46-ту танкову бригаду на тій же посаді (до 28 листопада 1941).
З 28 листопада 1941 по 25 травня 1945 року начальник штабу 46-ї (11942 перетвореної в 7-му гвардійську) танкової бригади.
З 20 березня 1944 — заступник командувача бронетанкових і механізованих військ (БТіМВ) Карельського фронту. З 15 квітня 1944 — командувач БТіМВ 7-ї армії. З 5 січня по лютий 1945 року — командувач БТіМВ 9-ї гвардійської армії.
Помер 8 лютого 1945 року від міокардиту. Похований на Новому Донському кладовищі у Москві (на Пагорбі Слави у Львові також була надмогильна плита Б. І. Шнейдера).

## Військові звання та нагороди
Військові звання
- Старший лейтенант (1936)
- Капітан, майор (1941)
- Підполковник (1942)
- Полковник (1942)
- Генерал-майор танкових військ (1943)

Нагороди
- Три ордени Червоного Прапора (17.12.1941, 11.02.1942, 13.02.1944)
- Орден Кутузова II ступеня (21.07.1944)
- Орден Вітчизняної війни I ступеня
- Медаль «За оборону Ленінграда»